# A Pescaria
A Pescaria é o álbum de estreia de Erasmo Carlos lançado em 1965. Produzido pelo próprio cantor, e o trabalho foi lançado pela RGE, e já do início, Erasmo mostra que sua maior influência é o rock and roll. Foi inteiramente gravado em 1965 junto a banda Renato e Seus Blue Caps, exceto pela faixa "Minha Fama de Mau", do ano anterior.

## Antecedentes
O compacto de 1964, que antecede ao disco, dá início a introdução do órgão elétrico em músicas  no Brasil, foi  quando a convite de Erasmo o amigo, organista e pianista Lafayette, também membro da turma da tijuca do Bar Divino na Rua Hadoock Lobo, estava  no estúdio para gravar o piano na música Terror dos Namorados e descobriu um orgão da marca Hammond e começou a brincar com sua sonoridade. O Que espantou  Erasmo que achou espetacular esse  som e resolveu que Lafayette o gravasse ao invés do  piano. Foi um sucesso tão grande que posteriormente também Roberto Carlos e a maioria dos artistas da Jovem Guarda vieram a colocar o som em seus discos, vindo também Lafayette a gravar em solos de orgão os sucessos da época pela gravadora CBS. Erasmo Carlos sempre foi adiantado em ideias para a época, sendo essa inovação sua ideia compartilhada com Lafayette.
Curiosamente, Beatlemania é uma ironia com a Invasão Britânica, na qual a mídia da época investiu pesado na divulgação. Em entrevistas, Erasmo fala sobre influencias americanas. O primeiro disco por exemplo, um compacto chamado Terror Dos Namorados, com o lado B Jacaré, um surf rock, segundo ele; Na época, o Brasil não tinha acesso às pranchas de surf que vinham nas capas dos LPs dos Beach Boys. Eu queria uma capa daquelas.
Apesar do rock brasileiro ser mais simples em produção, o compacto e o LP tem para a época no Brasil uma boa gravação, elogiada pelo próprio Erasmo.

## Sonoridade
Assim como os primeiros discos de Roberto Carlos e de outros grupos da época como por exemplo The Angels, esse disco apresenta uma sonoridade mais ligada ao surf rock e rock instrumental. Podemos notar a forte influência em canções como "Beatlemania", "Sem Teu Carinho", "Terror dos Namorados", "Tom e Jerry", "Minha Fama de Mau" (que se tornou um dos maiores sucessos de Erasmo) e Festa de Arromba. Porém, o disco apresentava canções que remetiam mais ao rock dos anos 50 como "Dia de Escola" e "No Tempo da Vovó", ambas versões.

## Faixas
Todas as faixas compostas por Erasmo Carlos e Roberto Carlos, exceto onde indicado.
Lado A
| N.º | Título               | Compositor(es) | Duração |  |
| 1.  | "A Pescaria"         |                | 2:16    |  |
| 2.  | "Beatlemania"        |                | 2:41    |  |
| 3.  | "Festa de Arromba"   |                | 3:02    |  |
| 4.  | "Alguém Que Procuro" | Francisco Lara | 2:22    |  |
| 5.  | "Sem Teu Carinho"    | José Messias   | 2:18    |  |
| 6.  | "Minha Fama de Mau"  |                | 2:35    |  |

Lado B
| N.º | Título                               | Compositor(es)                                  | Duração |  |
| 7.  | "Tom & Jerry"                        | Getúlio Côrtes                                  | 2:51    |  |
| 8.  | "No Tempo da Vovó (Ain't She Sweet)" | Jack Yellen, Milton Ager. Versão: Erasmo Carlos | 2:15    |  |
| 9.  | "Tra-la-la"                          |                                                 | 2:10    |  |
| 10. | "Terror dos Namorados"               |                                                 | 2:19    |  |
| 11. | "Dia de Escola (School Days)"        | Chuck Berry. Versão: Erasmo Carlos              | 2:03    |  |
| 12. | "Gamadinho por Você"                 | Renato Barros                                   | 2:23    |  |

| Faixas bônus da reedição de 2005 |               |                           |         |  |
| N.º                              | Título        | Compositor(es)            | Duração |  |
| 13.                              | "Jacaré"      |                           | 2:24    |  |
| 14.                              | "Amor Doente" | Bobby Bare, Erasmo Carlos | 2:40    |  |